# Paraphasis
Paraphasis là một chi bướm đêm thuộc phân họ Tortricinae của họ Tortricidae. Nó chỉ có một loài Paraphasis perkinsi, which is đặc hữu của Kauai.